# Castello di Sant'Anna
Castello Sant'Anna (detto anche Castello inferiore d'Arsio) è un castello medievale che si trova presso Cloz, nel comune di Novella in provincia di Trento.

## Storia

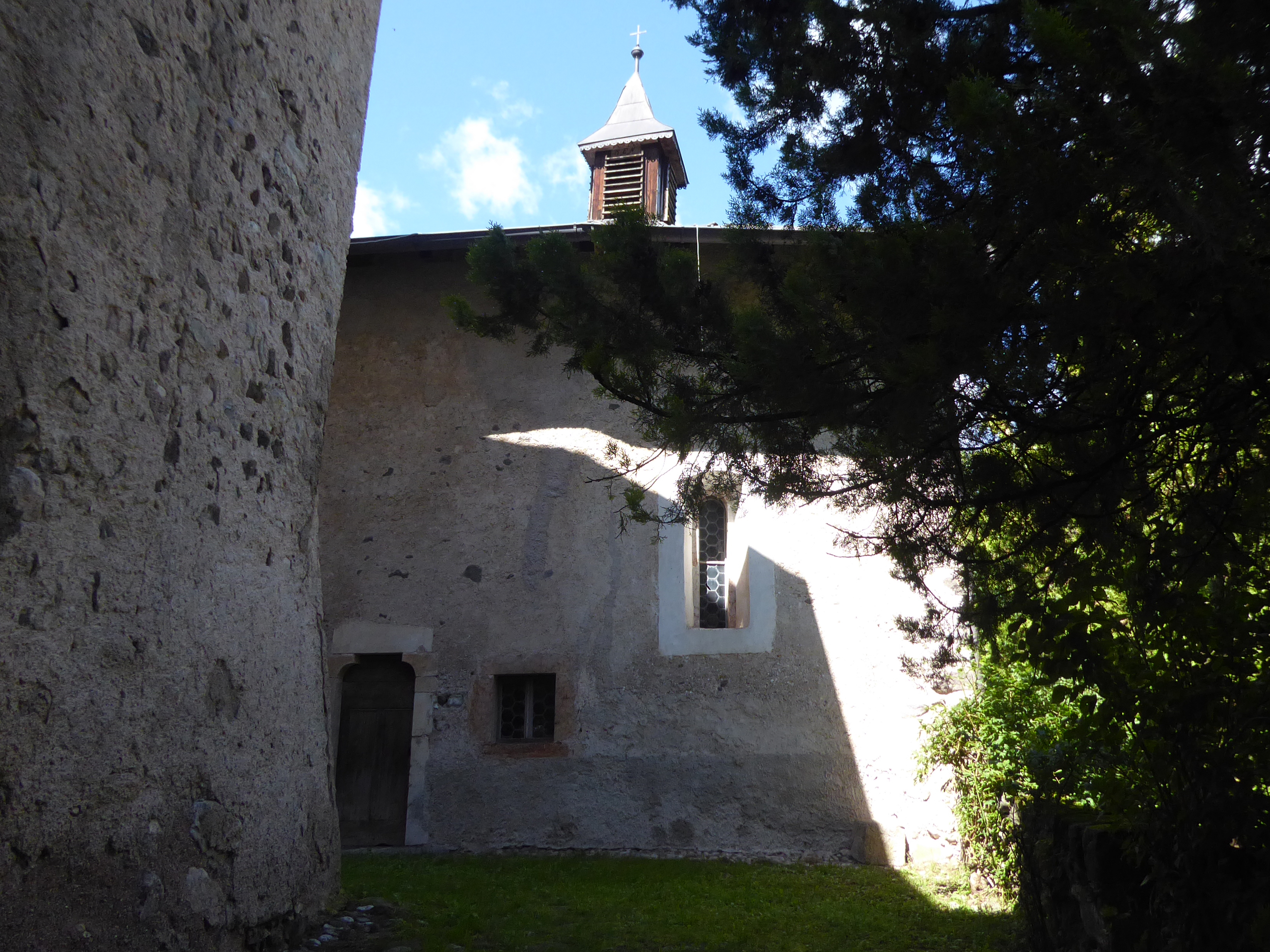
La cappella di Sant'Anna

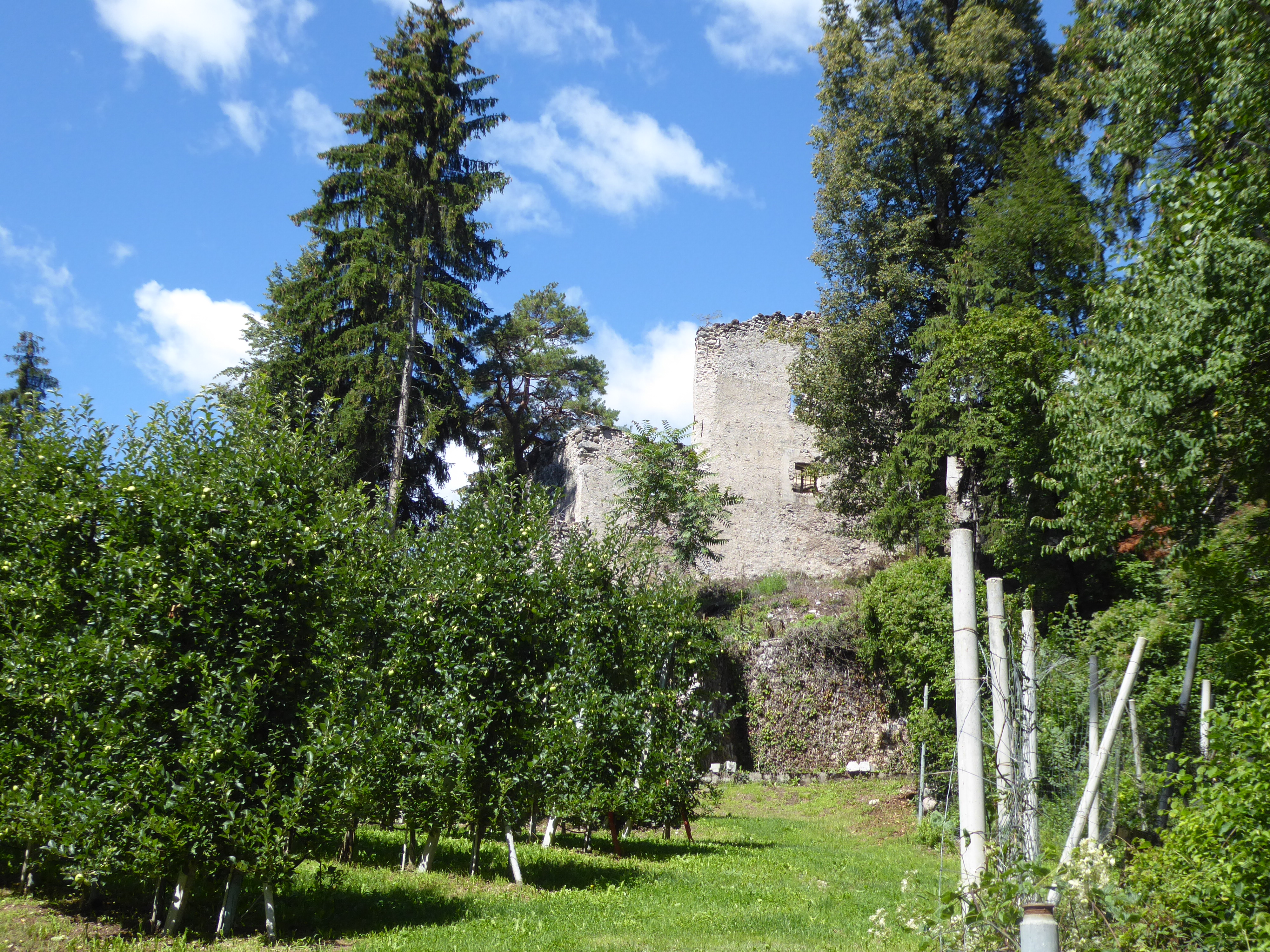
Vista da sud-ovest

Il castello fu costruito nel 1334 da Niccolò d'Arsio che ricevette il permesso da parte del conte di Tirolo Enrico di erigere un nuovo castello oltre a quello di Arsio già in suo possesso.
Nei primi anni del XV secolo entrambi i castelli furono distrutti da Federico IV d'Asburgo, conte di Tirolo, che voleva punire Ulrico d'Arsio per la sua alleanza con Enrico IV di Rottenburg al fine di spodestarlo. Solo nel 1428 gli fu permesso di ricostruire il Castel Sant'Anna, mentre il Castello di Arsio fu lasciato in stato di abbandono.
Nel '600 fu ristrutturata la cappella mentre nel 1821 un incendio lo distrusse e in seguito venne riconvertito ad abitazione contadina.
Oggi il castello è un'abitazione privata e non è visitabile.